# Hesperophanes sericeus
Espèce
Hesperophanes sericeus est une espèce d'insectes coléoptères de la famille des Cerambycidae à larve xylophage.

## Distribution
Sud de l'Europe y compris Midi de la France, Corse.